# Fart
Pour les articles ayant des titres homophones, voir Fard, phare, FAR, Farr et FHAR.
Pour les articles homonymes, voir FART.
Le fart est un produit 

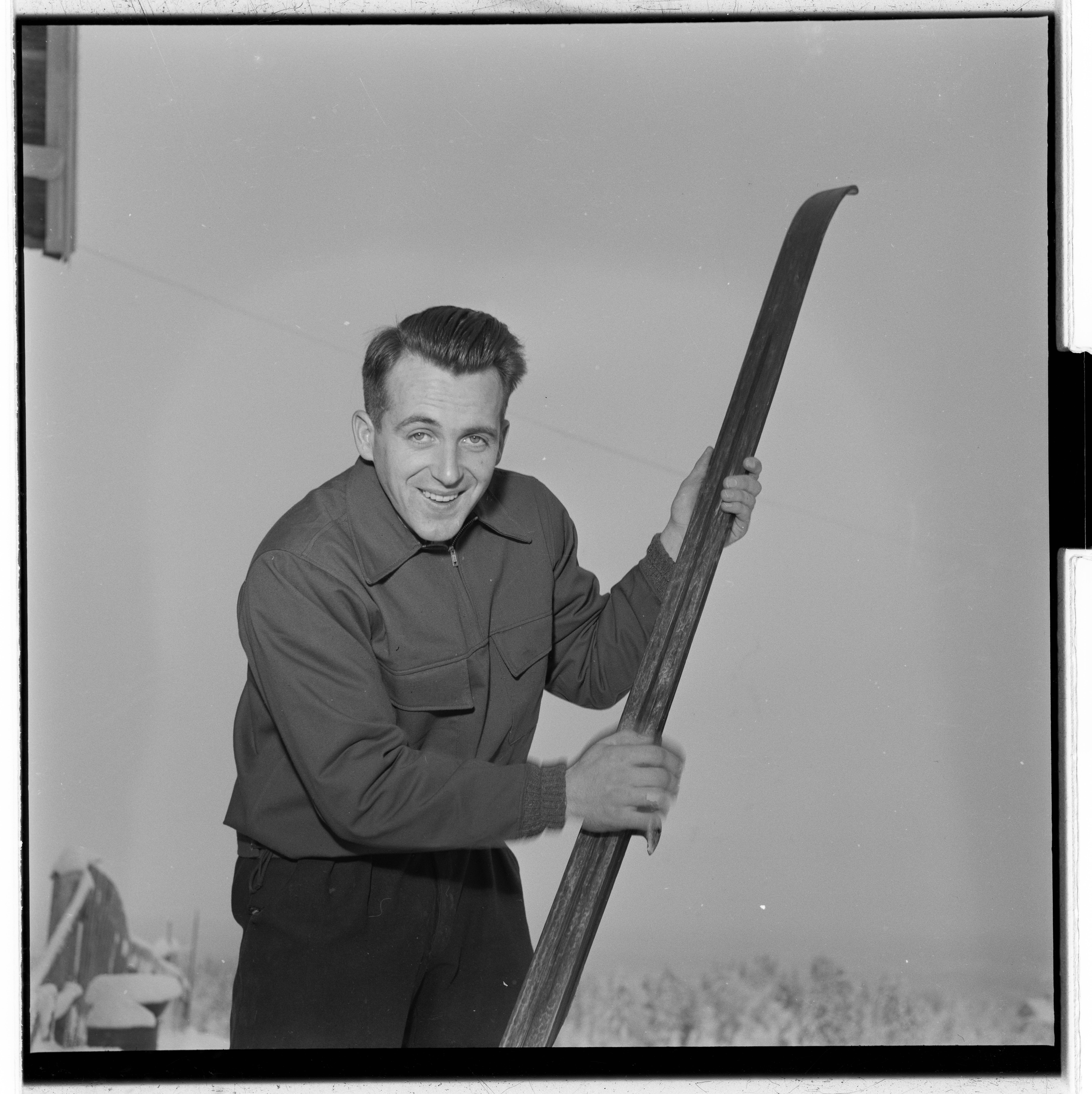
Le fondeur Hallgeir Brenden en train de farter un de ses skis (1953).

appliqué sur la semelle d'un ski ou d'un snowboard avant usage afin d'en améliorer soit le glissement, soit l'adhérence sur la neige préalablement analysée et pour la protéger. Il existe deux grandes catégories de fart : le fart de glisse ou paraffine et le fart de retenue. La tribologie a contribué à introduire l'art du fartage dans le domaine de la haute technologie.

## Origines
Le premier document mentionnant la pratique du fartage est l'ouvrage Argentoratensis Lapponiæ (Histoire de la Laponie) écrit par Johannes Scheffer en 1673. Il recommande aux skieurs d'utiliser du goudron de pin ainsi que de la colophane. Un autre témoignage écrit est retrouvé en 1761.
« Fart » est un mot norvégien introduit dans les dictionnaires francophones en 1907. Le mot était auparavant employé à l'école militaire de ski de Briançon ainsi que dans les premiers ski-clubs amateurs. Le fartage consistait principalement en un cirage minutieux de la face du ski en contact avec la neige afin de créer une fine pellicule d'eau au cours de la glissade de la planche et d'en faciliter ainsi le mouvement. Le terme anglais ski wax garde précisément le sens de cire. Le commandant Gélinet, de l'école militaire briançonnaise, formant les premières compagnies alpines dès 1903, recommande sommairement un mélange en masse à base d'un tiers de saindoux, un tiers de cire vierge, un tiers de goudron, le tout brassé à chaud avec quelques gouttes de térébenthine, ce qui permettait aux skis de glisser sans coller à la neige (formation de sabot sur ski en bois).

## Types de fart
Il existe des farts solides, appliqués à chaud à l'aide d'un fer à farter, et des farts liquides, appliqués à froid. Il y a deux générations de fart liquide : ceux à base de solvants et ceux à base d'oléfines. Les premiers, qui ont envahi le marché, sont bourrés de solvants qui les maintiennent à l'état liquide. Après application, le solvant s'évapore et le fart durcit en quelques minutes.
Des farts différents peuvent être utilisés selon la température de l'air ou de la neige, le type de neige, le taux d'humidité et la saison (début d'hiver, plein hiver, printemps...). Chaque fart est défini par une composition chimique, une utilisation et une température de chauffe. Un colorant est parfois intégré au fart pour identifier aisément sa température de chauffe optimale.
Le fart dit à froid est plus simple à appliquer mais souvent moins efficace et doit être considéré comme un fart d'appoint ou de secours.
Les principaux types de fart sont les suivants :
- farts fluorés ;
- farts céramiques ;
- farts graphites ;
- farts paraffines naturelles ;
- farts siliconés ;
- farts molybdène.

Les farts en bloc sont généralement le produit du mélange de 5 à 7 matières premières naturelles, synthétiques, monomères, polymères et colorants.

### Fart de glisse

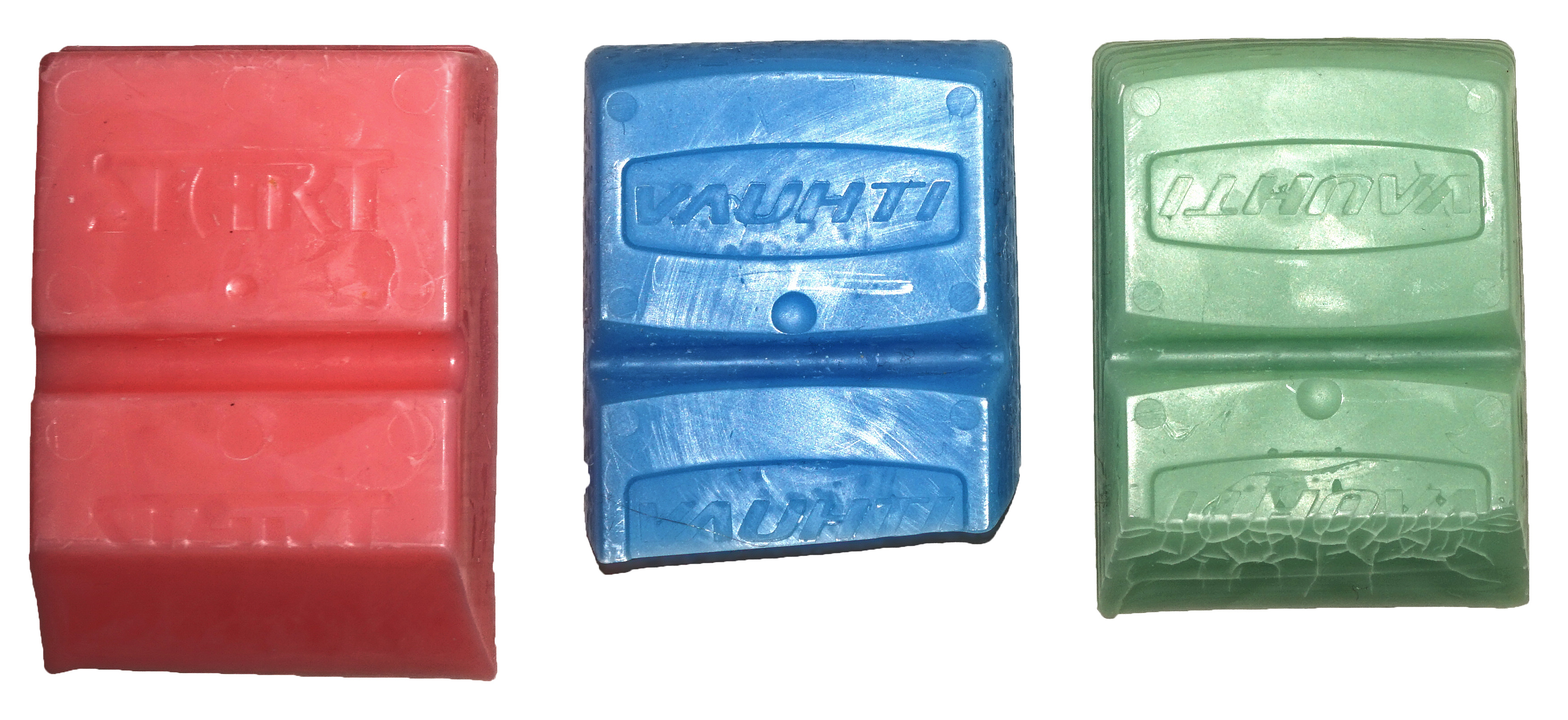
Fart de glisse

Le fart de glisse, aussi appelé fart de glissement (glide wax, en anglais), sert à optimiser les propriétés de glisse de la semelle. Il est utilisé notamment pour le ski de fond, le ski alpin et le snowboard.
Le fart de glisse protège la semelle contre l’oxydation et aide à évacuer la couche d'eau produite par le frottement des semelles sur la neige. Tout l'intérêt du fartage consiste à trouver l'équilibre dans l'épaisseur de cette couche d'eau. Trop fine, le ski frottera directement sur la neige, ce qui est contre-productif ; trop épaisse, elle produira un effet ventouse également handicapant.
Plus la neige sera humide, plus le fart doit être hydrophobe. Longtemps, le produit de choix était le fart fluoré. Cependant le fart fluoré (utilisé pour le ski et le snowboard) n'est pas biodégradable et contient des "polluants éternels" (PFAS) ; certains de ces PFAS sont utilisés dans le fart appliqué sur les skis et les snowboards. Une étude récente (2023) a trouvé des taux élevés de PFAS dans les farts de ski, mais aussi dans des échantillons de neige fondue et de sols de stations de ski.
De plus, les vapeurs dégagées lors de la préparation des skis à températures élevées (100-300 C pour le ski de fond) présentent de graves risques respiratoires. Pour ces raisons, à partir de la saison 2020-2021, le fart fluoré est interdit de toute compétition FIS, mais reste autorisé ailleurs.

### Fart de retenue
Le fart de retenue, aussi appelé fart d'adhérence ou fart de poussée (grip wax, en anglais), est destiné à optimiser l'accroche du ski sur la neige. Il est utilisé en ski de fond et en ski de randonnée. Il se présente soit sous forme liquide/visqueuse pour les farts destinés aux neiges humides ou gelées, on parle alors de fart en tube, soit sous forme solide qui sera crayonnée sur le ski, on parle alors de "poussette".
Quelle que soit la forme, le choix du fart d'accroche est déterminant : trop froid, le ski ne retiendra pas sur la neige et ne permettra pas de skier ; trop chaud, le fart va adhérer à la neige qui va former un bourrelet sous la semelle empêchant toute glisse, on dit alors que le ski "botte".
Pour trouver le bon fartage de retenue (d'accroche), il faut prendre en compte plusieurs paramètres :
- forme du cristal de neige (moment de sa métamorphose)
- température de la neige et de l'air
- hygrométrie de la neige et de l'air
- terrain d'évolution (neige damée ou hors piste)
- technique individuelle
- longueur de la zone de fartage
- épaisseur de la couche de fart
- distance à parcourir
- application du fart
- évolution de la météo.

Forme du cristal :
Il peut présenter de multiples formes, en étoile ou en boule de glace. Dans un flocon de neige, il y a le plus souvent un certain nombre de cristaux (la forme la plus représentée est l'étoile). Ces cristaux ont une vie qui s'appelle métamorphose dont les acteurs peuvent être le vent, la chaleur, une dameuse, un skieur etc.
La température :
Elle fait fondre les pointes des étoiles et transforme progressivement l'étoile en petite boule ou gobelet.
L'hygrométrie :
Elle fait évoluer la transformation le plus souvent en compactant la neige.
Le terrain d'évolution :
Il arrive que le fart soit efficace sur une piste damée mais sans effet hors piste, surtout avec des neiges tombant aux alentours de 0 °C.
La technique individuelle :
Un skieur qui place son impulsion au bon moment pourra s'autoriser un fart plus dur qu'un skieur de moins bon niveau.
Longueur de la zone de fartage : idem
Épaisseur de la couche de fart :
Elle est fonction de la technique individuelle ainsi que de la distance à parcourir.
Distance à parcourir :
Elle est notamment fonction de la qualité de la neige, peu ou très abrasive.
Application du fart :
On peut crayonner puis lisser avec un liège ou appliquer et faire fondre avec un fer chaud.
Principe mécanique de l'accroche :
Quelle que soit la forme du cristal, la température etc., l'accroche se fait au moment de l'impulsion (le cristal pénètre dans le fart) et se termine au moment de la reprise de glisse : le ski s'arrête au moment de l'impulsion.
En observant à la loupe le fart immédiatement après avoir skié, vous verrez les petits ou grands trous[pas clair] selon qu'il s'agit de fart en poussette ou en tube.
On comprend facilement pourquoi la neige « botte ». En effet, si le fart est trop mou pour les conditions de neige, il reste dans le fart, vu que durant chaque période de glisse de la chaleur est produite, la neige s'agglutine très vite à la semelle du ski.
Fart en poussette :
Le fart le plus dur, pour la neige froide non transformée selon la marque, est blanc. Sous l'influence du réchauffement et des facteurs cités précédemment, le choix se porte vers des farts plus mous (Thermomètre indispensable, hygromètre conseillé et surtout conseils des anciens et observation de la neige).
On passe ensuite par le vert, le bleu, le rouge, le jaune ; entre chaque couleur, il existe deux intermédiaires.
Fart en tube :
Certains tubes sont destinés à la neige transformée, glacée ou réchauffée de printemps.
On passe du fart vert au bleu, au violet, au rouge.
Les tubes jaunes, klister spécial, argentés, néra sont des farts destinés à une utilisation très particulière, neige tombante, par exemple, ou neige sale de printemps, avec le risque de botter ou de ne pas retenir.
Fart de base :
Dans les farts en poussette, comme dans les farts en tubes (chola), il existe des farts à appliquer en sous couche et qui permettent de conserver plus longtemps les farts de retenue. Un fart plus dur que celui qui sert d'accroche pourra faire office de fart de base.

### Marques de fart
Les principales marques de fart en Europe sont Swix, Holmenkol, Dragonski, Vola, Solda, Toko, Start, HWK, REX, RODE. Swix, le leader mondial [réf. nécessaire], est aussi propriétaire de la marque Toko.
Certains types de fart sont extrêmement collants. Ils sont étalés à la main sur la semelle du ski avec la paume, excluant l'emploi de gants sous peine de les détériorer irrémédiablement.

## Fartage

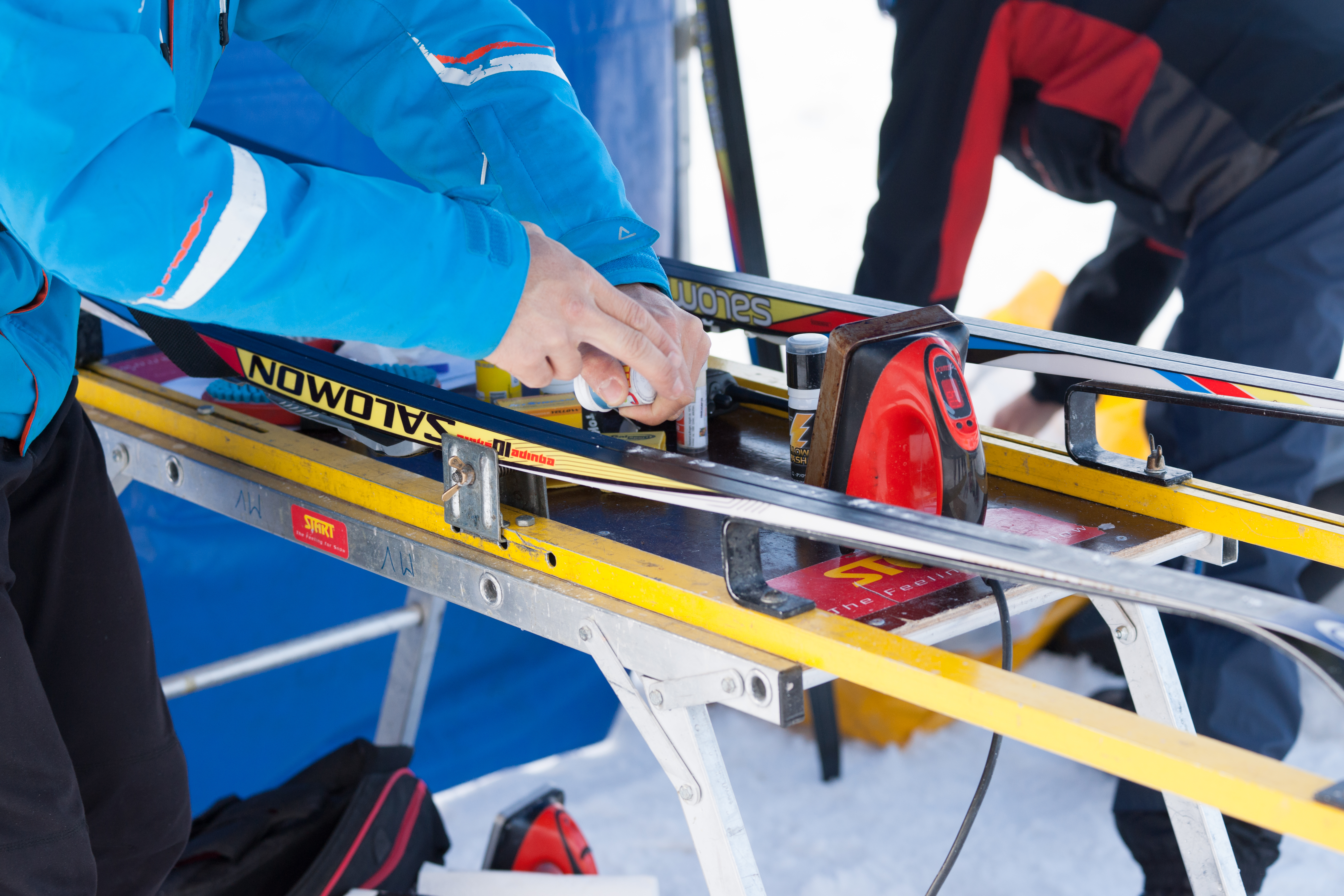
Fartage de skis de fond.

Le fartage est l'opération consistant à appliquer le fart sur son support cible (par ex. : un ski). Cette opération est habituellement effectuée par des professionnels pour le grand public (par ex. : loueurs en station de ski), mais peut être pratiquée par un amateur avisé avec un matériel relativement limité : fart, fer à repasser, raclette en plexiglass, brosses en cuivre et en nylon. Cette opération peut se faire dans un lieu aéré ou en intérieur. Le fartage peut être effectué manuellement ou par des machines spécialement conçues à cet effet.
Les principales étapes du fartage sont les suivantes :
1. nettoyage de l'ancienne couche de fart sur la semelle (défartage)
2. application du fart
3. raclage du fart (phase pendant laquelle la majeure partie du fart appliqué sera retiré)
4. brossage et finition
5. structuration[pas clair] plus ou moins profonde de la semelle selon l'humidité.

Le fartage est devenu, ces dernières années, un paramètre important et déterminant dans la préparation du matériel de compétition des skieurs d'alpin, planchistes et fondeurs professionnels. Une erreur d'appréciation des techniciens et des prévisionnistes sur la qualité du manteau neigeux de la piste peut conduire les équipes les plus fortes à la contre-performance pure et simple, indépendamment de leurs qualités et de leur préparation physiques.
Le fartage est l'une des opérations qui constituent l'entretien des skis. Il peut-être complété par l'affûtage des carres et/ou la réparation des semelles des skis.

## Pollution de l'environnement montagnard par les farts
Les farts fluorés contiennent des alcanes semi-fluorés (AGZ) (CF3(CF2)n(CH2)mCH3) à longueurs de chaîne variables ; ils sont synthétisés par fluorotélomérisation de l’iodure de perfluoroalkyle ; des fluorotélomères oléfines sont créés par déshalogénation des iodures de fluorotélomères et hydrosilylées pour produire des silanes, qui aboutissent à des PFAS (AGS) comme sous-produits. Tensioactives et répulsives, ces molécules améliorent grandement la glisse quand elles sont entre la semelle du ski et la surface de la neige. Au cours des années, l'érosion des farts déposés au cours de centaines de millions de passages sur les pistes pollue la neige (et donc l'eau) par ces polluants éternels, de même que les sols (et peut-être d'autres compartiments de l'environnement et des écosystèmes).
En février 2010, une étude suédoise a mis en évidence des taux très anormalement élevés de plusieurs types de PFAS dans le fart de ski, mais aussi dans le sang des techniciens de fartage (taux sanguin médian de PFOA de 112 ng/mL chez ces techniciens, contre 2,5 ng/mL dans la population générale suédoise. Les auteurs signalent une corrélation significative entre le taux de perfluorocarboxylates et le nombre d’années de métier de farteur, ce qui a été jugé préoccupant car plusieurs des PFAS connus sont cancérigènes. 
Une étude ultérieure (2023) a montré que les profils de combinaison de divers PFAS retrouvés dans les farts, la neige et le sol varient selon les lieux, les époques et les types d’échantillons, ce qui serait dû à la variété des farts, et fonction du moment ou du lieu de fabrications. Le taux de PFAS est toujours plus élevé dans le domaine skiable qu'hors de ce domaine, et la somme des PFAS était comprise entre 1,7 ng L−1 et 143 ng L−1 dans l'eau de fonte de neiges, entre 0,62 ng g−1 et 5,35 ng g−1 dans le sol et 1,89 et 874 ± 240 ng g−1 dans des échantillons de cire de fart. La fonte des neiges contenait surtout des PFAS à chaîne courte, alors que le sol et la cire contenaient à la fois des PFAS à chaîne courte et à longue chaîne. Cette étude a aussi montré que les mesures par la LC-MS/MS sous estime cette pollution car mesurant mal les PFAS en raison de leur résistance aux hautes températures.